# Danh sách tiểu hành tinh: 3101–3200
| Tên                | Tên đầu tiên | Ngày phát hiện       | Nơi phát hiện          | Người phát hiện                                        |
| ------------------ | ------------ | -------------------- | ---------------------- | ------------------------------------------------------ |
| 3101 Goldberger    | 1978 GB      | 11 tháng 4 năm 1978  | Palomar                | E. F. Helin, G. Grueff, J. V. Wall                     |
| 3102 Krok          | 1981 QA      | 21 tháng 8 năm 1981  | Kleť                   | L. Brožek                                              |
| 3103 Eger          | 1982 BB      | 20 tháng 1 năm 1982  | Piszkéstető            | M. Lovas                                               |
| 3104 Dürer         | 1982 BB1     | 24 tháng 1 năm 1982  | Anderson Mesa          | E. Bowell                                              |
| 3105 Stumpff       | A907 PB      | 8 tháng 8 năm 1907   | Heidelberg             | A. Kopff                                               |
| 3106 Morabito      | 1981 EE      | 9 tháng 3 năm 1981   | Anderson Mesa          | E. Bowell                                              |
| 3107 Weaver        | 1981 JG2     | 5 tháng 5 năm 1981   | Palomar                | C. S. Shoemaker                                        |
| 3108 Lyubov        | 1972 QM      | 18 tháng 8 năm 1972  | Nauchnij               | L. V. Zhuravleva                                       |
| 3109 Machin        | 1974 DC      | 19 tháng 2 năm 1974  | Hamburg-Bergedorf      | L. Kohoutek                                            |
| 3110 Wagman        | 1975 SC      | 28 tháng 9 năm 1975  | Anderson Mesa          | H. L. Giclas                                           |
| 3111 Misuzu        | 1977 DX8     | 19 tháng 2 năm 1977  | Kiso                   | H. Kosai, K. Hurukawa                                  |
| 3112 Velimir       | 1977 QC5     | 22 tháng 8 năm 1977  | Nauchnij               | N. S. Chernykh                                         |
| 3113 Chizhevskij   | 1978 RO      | 1 tháng 9 năm 1978   | Nauchnij               | N. S. Chernykh                                         |
| 3114 Ercilla       | 1980 FB12    | 19 tháng 3 năm 1980  | Cerro El Roble         | University of Chile                                    |
| 3115 Baily         | 1981 PL      | 3 tháng 8 năm 1981   | Anderson Mesa          | E. Bowell                                              |
| 3116 Goodricke     | 1983 CF      | 11 tháng 2 năm 1983  | Anderson Mesa          | E. Bowell                                              |
| 3117 Niepce        | 1983 CM1     | 11 tháng 2 năm 1983  | Anderson Mesa          | N. G. Thomas                                           |
| 3118 Claytonsmith  | 1974 OD      | 19 tháng 7 năm 1974  | El Leoncito            | Felix Aguilar Observatory                              |
| 3119 Dobronravin   | 1972 YX      | 30 tháng 12 năm 1972 | Nauchnij               | T. M. Smirnova                                         |
| 3120 Dangrania     | 1979 RZ      | 14 tháng 9 năm 1979  | Nauchnij               | N. S. Chernykh                                         |
| 3121 Tamines       | 1981 EV      | 2 tháng 3 năm 1981   | La Silla               | H. Debehogne, G. DeSanctis                             |
| 3122 Florence      | 1981 ET3     | 2 tháng 3 năm 1981   | Siding Spring          | S. J. Bus                                              |
| 3123 Dunham        | 1981 QF2     | 30 tháng 8 năm 1981  | Anderson Mesa          | E. Bowell                                              |
| 3124 Kansas        | 1981 VB      | 3 tháng 11 năm 1981  | Kitt Peak              | D. J. Tholen                                           |
| 3125 Hay           | 1982 BJ1     | 24 tháng 1 năm 1982  | Anderson Mesa          | E. Bowell                                              |
| 3126 Davydov       | 1969 TP1     | 8 tháng 10 năm 1969  | Nauchnij               | L. I. Chernykh                                         |
| 3127 Bagration     | 1973 ST4     | 27 tháng 9 năm 1973  | Nauchnij               | L. I. Chernykh                                         |
| 3128 Obruchev      | 1979 FJ2     | 23 tháng 3 năm 1979  | Nauchnij               | N. S. Chernykh                                         |
| 3129 Bonestell     | 1979 MK2     | 25 tháng 6 năm 1979  | Siding Spring          | E. F. Helin, S. J. Bus                                 |
| 3130 Hillary       | 1981 YO      | 20 tháng 12 năm 1981 | Kleť                   | A. Mrkos                                               |
| 3131 Mason-Dixon   | 1982 BM1     | 24 tháng 1 năm 1982  | Anderson Mesa          | E. Bowell                                              |
| 3132 Landgraf      | 1940 WL      | 29 tháng 11 năm 1940 | Turku                  | L. Oterma                                              |
| 3133 Sendai        | A907 TC      | 4 tháng 10 năm 1907  | Heidelberg             | A. Kopff                                               |
| 3134 Kostinsky     | A921 VA      | 5 tháng 11 năm 1921  | Crimea-Simeis          | S. Beljavskij                                          |
| 3135 Lauer         | 1981 EC9     | 1 tháng 3 năm 1981   | Siding Spring          | S. J. Bus                                              |
| 3136 Anshan        | 1981 WD4     | 18 tháng 11 năm 1981 | Nanking                | Purple Mountain Observatory                            |
| 3137 Horky         | 1982 SM1     | 16 tháng 9 năm 1982  | Kleť                   | A. Mrkos                                               |
| 3138 Ciney         | 1980 KL      | 22 tháng 5 năm 1980  | La Silla               | H. Debehogne                                           |
| 3139 Shantou       | 1980 VL1     | 11 tháng 11 năm 1980 | Nanking                | Purple Mountain Observatory                            |
| 3140 Stellafane    | 1983 AO      | 9 tháng 1 năm 1983   | Anderson Mesa          | B. A. Skiff                                            |
| 3141 Buchar        | 1984 RH      | 2 tháng 9 năm 1984   | Kleť                   | A. Mrkos                                               |
| 3142 Kilopi        | 1937 AC      | 9 tháng 1 năm 1937   | Nice                   | A. Patry                                               |
| 3143 Genecampbell  | 1980 UA      | 31 tháng 10 năm 1980 | Harvard Observatory    | Harvard Observatory                                    |
| 3144 Brosche       | 1931 TY1     | 10 tháng 10 năm 1931 | Heidelberg             | K. Reinmuth                                            |
| 3145 Walter Adams  | 1955 RY      | 14 tháng 9 năm 1955  | Brooklyn               | Đại học Indiana                                        |
| 3146 Dato          | 1972 KG      | 17 tháng 5 năm 1972  | Nauchnij               | T. M. Smirnova                                         |
| 3147 Samantha      | 1976 YU3     | 16 tháng 12 năm 1976 | Nauchnij               | L. I. Chernykh                                         |
| 3148 Grechko       | 1979 SA12    | 24 tháng 9 năm 1979  | Nauchnij               | N. S. Chernykh                                         |
| 3149 Okudzhava     | 1981 SH      | 22 tháng 9 năm 1981  | Kleť                   | Z. Vávrová                                             |
| 3150 Tosa          | 1983 CB      | 11 tháng 2 năm 1983  | Geisei                 | T. Seki                                                |
| 3151 Talbot        | 1983 HF      | 18 tháng 4 năm 1983  | Anderson Mesa          | N. G. Thomas                                           |
| 3152 Jones         | 1983 LF      | 7 tháng 6 năm 1983   | Lake Tekapo            | A. C. Gilmore, P. M. Kilmartin                         |
| 3153 Lincoln       | 1984 SH3     | 28 tháng 9 năm 1984  | Anderson Mesa          | B. A. Skiff                                            |
| 3154 Grant         | 1984 SO3     | 28 tháng 9 năm 1984  | Anderson Mesa          | B. A. Skiff                                            |
| 3155 Lee           | 1984 SP3     | 28 tháng 9 năm 1984  | Anderson Mesa          | B. A. Skiff                                            |
| 3156 Ellington     | 1953 EE      | 15 tháng 3 năm 1953  | Uccle                  | A. Schmitt                                             |
| 3157 Novikov       | 1973 SX3     | 25 tháng 9 năm 1973  | Nauchnij               | L. V. Zhuravleva                                       |
| 3158 Anga          | 1976 SU2     | 24 tháng 9 năm 1976  | Nauchnij               | N. S. Chernykh                                         |
| 3159 Prokofʹev     | 1976 US2     | 16 tháng 10 năm 1976 | Nauchnij               | T. M. Smirnova                                         |
| 3160 Angerhofer    | 1980 LE      | 14 tháng 6 năm 1980  | Anderson Mesa          | E. Bowell                                              |
| 3161 Beadell       | 1980 TB5     | 9 tháng 10 năm 1980  | Palomar                | C. S. Shoemaker                                        |
| 3162 Nostalgia     | 1980 YH      | 16 tháng 12 năm 1980 | Anderson Mesa          | E. Bowell                                              |
| 3163 Randi         | 1981 QM      | 28 tháng 8 năm 1981  | Palomar                | C. T. Kowal                                            |
| 3164 Prast         | 6562 P-L     | 24 tháng 9 năm 1960  | Palomar                | C. J. van Houten, I. van Houten-Groeneveld, T. Gehrels |
| 3165 Mikawa        | 1984 QE      | 31 tháng 8 năm 1984  | Toyota                 | K. Suzuki, T. Urata                                    |
| 3166 Klondike      | 1940 FG      | 30 tháng 3 năm 1940  | Turku                  | Y. Väisälä                                             |
| 3167 Babcock       | 1955 RS      | 13 tháng 9 năm 1955  | Brooklyn               | Đại học Indiana                                        |
| 3168 Lomnický Štít | 1980 XM      | 1 tháng 12 năm 1980  | Kleť                   | A. Mrkos                                               |
| 3169 Ostro         | 1981 LA      | 4 tháng 6 năm 1981   | Anderson Mesa          | E. Bowell                                              |
| 3170 Dzhanibekov   | 1979 SS11    | 24 tháng 9 năm 1979  | Nauchnij               | N. S. Chernykh                                         |
| 3171 Wangshouguan  | 1979 WO      | 19 tháng 11 năm 1979 | Nanking                | Purple Mountain Observatory                            |
| 3172 Hirst         | 1981 WW      | 24 tháng 11 năm 1981 | Anderson Mesa          | E. Bowell                                              |
| 3173 McNaught      | 1981 WY      | 24 tháng 11 năm 1981 | Anderson Mesa          | E. Bowell                                              |
| 3174 Alcock        | 1984 UV      | 16 tháng 10 năm 1984 | Anderson Mesa          | E. Bowell                                              |
| 3175 Netto         | 1979 YP      | 16 tháng 12 năm 1979 | La Silla               | H. Debehogne, E. R. Netto                              |
| 3176 Paolicchi     | 1980 VR1     | 13 tháng 11 năm 1980 | Piszkéstető            | Z. Knežević                                            |
| 3177 Chillicothe   | 1934 AK      | 8 tháng 1 năm 1934   | Flagstaff              | H. L. Giclas                                           |
| 3178 Yoshitsune    | 1984 WA      | 21 tháng 11 năm 1984 | Toyota                 | K. Suzuki, T. Urata                                    |
| 3179 Beruti        | 1962 FA      | 31 tháng 3 năm 1962  | La Plata Observatory   | La Plata Observatory                                   |
| 3180 Morgan        | 1962 RO      | 7 tháng 9 năm 1962   | Brooklyn               | Đại học Indiana                                        |
| 3181 Ahnert        | 1964 EC      | 8 tháng 3 năm 1964   | Tautenburg Observatory | F. Börngen                                             |
| 3182 Shimanto      | 1984 WC      | 27 tháng 11 năm 1984 | Geisei                 | T. Seki                                                |
| 3183 Franzkaiser   | 1949 PP      | 2 tháng 8 năm 1949   | Heidelberg             | K. Reinmuth                                            |
| 3184 Raab          | 1949 QC      | 22 tháng 8 năm 1949  | Johannesburg           | E. L. Johnson                                          |
| 3185 Clintford     | 1953 VY1     | 11 tháng 11 năm 1953 | Brooklyn               | Đại học Indiana                                        |
| 3186 Manuilova     | 1973 SD3     | 22 tháng 9 năm 1973  | Nauchnij               | N. S. Chernykh                                         |
| 3187 Dalian        | 1977 TO3     | 10 tháng 10 năm 1977 | Nanking                | Purple Mountain Observatory                            |
| 3188 Jekabsons     | 1978 OM      | 28 tháng 7 năm 1978  | Bickley                | Perth Observatory                                      |
| 3189 Penza         | 1978 RF6     | 13 tháng 9 năm 1978  | Nauchnij               | N. S. Chernykh                                         |
| 3190 Aposhanskij   | 1978 SR6     | 16 tháng 9 năm 1978  | Nauchnij               | L. V. Zhuravleva                                       |
| 3191 Svanetia      | 1979 SX9     | 22 tháng 9 năm 1979  | Nauchnij               | N. S. Chernykh                                         |
| 3192 A'Hearn       | 1982 BY1     | 30 tháng 1 năm 1982  | Anderson Mesa          | E. Bowell                                              |
| 3193 Elliot        | 1982 DJ      | 20 tháng 2 năm 1982  | Anderson Mesa          | E. Bowell                                              |
| 3194 Dorsey        | 1982 KD1     | 27 tháng 5 năm 1982  | Palomar                | C. S. Shoemaker                                        |
| 3195 Fedchenko     | 1978 PT2     | 8 tháng 8 năm 1978   | Nauchnij               | N. S. Chernykh                                         |
| 3196 Maklaj        | 1978 RY      | 1 tháng 9 năm 1978   | Nauchnij               | N. S. Chernykh                                         |
| 3197 Weissman      | 1981 AD      | 1 tháng 1 năm 1981   | Anderson Mesa          | E. Bowell                                              |
| 3198 Wallonia      | 1981 YH1     | 30 tháng 12 năm 1981 | Haute Provence         | F. Dossin                                              |
| 3199 Nefertiti     | 1982 RA      | 13 tháng 9 năm 1982  | Palomar                | C. S. Shoemaker, E. M. Shoemaker                       |
| 3200 Phaethon      | 1983 TB      | 11 tháng 10 năm 1983 | IRAS                   | IRAS                                                   |